# آداریدی ای‌دی-۳
آداریدی ای‌دی-۳ (به انگلیسی: Adaridi_AD_3) یک هواگرد ملخ‌پیشین تک‌موتوره از نوع اثبات‌گر فناوری ساخت شرکت است. هواگرد آداریدی ای‌دی-۳ نخستین پروازش را در ۱۷ آوریل ۱۹۲۴ میلادی انجام داد. این هواگرد در سال ۱۹۲۴ میلادی رسماً معرفی گردید. در مجموع، تعداد ۱ فروند از این هواگرد ساخته شده‌است.
طراح این هواگرد، Adaridi بود.